# Gbambélédougou
Gbambélédougou  est une localité du centre de la Côte d'Ivoire et appartenant au département de Dabakala, Région de la Vallée du Bandama. La localité de Gbambélédougou  est un chef-lieu de commune.